# No estás sola
No estás sola: la lucha contra La Manada és una pel·lícula documental espanyola de 2024, dirigida per Almudena Carracedo i Robert Bahar, sobre el cas de violència sexual de La Manada que es va produir durant els Sanfermines de 2016, a Pamplona. La pel·lícula ha estat produïda per Lucernam Films i es distribueix per la plataforma estatunidenca Netflix.

## Argument
Produït en secret durant més de tres anys i mig, aquest documental recorre els esdeveniments al voltant de l'agressió sexual soferta per una jove que va tenir lloc el 6 de juliol de 2016, durant les festes de San Fermín, per part de cinc homes que s'autodenominaven La Manada. A través d'una narració de les víctimes, amb Natalia de Molina i Carolina Yuste posant les seves veus per a protegir el seu anonimat, el llargmetratge exposa els errors del sistema judicial, els mitjans de comunicació i la societat en el seu tractament sobre la violència sexual.
Almudena Carracedo i Robert Bahar, directors del documental El silencio de otros sobre víctimes del franquisme, realitzaren per a No estás sola més de seixanta hores d'entrevistes, cinquanta hores de material visual original i prop de mil hores d'arxiu. A més, s'ofereixen testimoniatges i anàlisis de diversos experts policials així com d'algunes persones protagonistes del cas pertanyents a l'àmbit judicial, com la fiscal Elena Sarasate, polític, com l'alcalde de Pamplona en 2016, Joseba Asiron, mediàtic, com la periodista Ana Requena, i feminista.
El documental també abasta la agressió a Pozoblanco, comesa per quatre dels mateixos acusats, i l'assassinat de Nagore Laffage el 2008, la qual cosa permet veure una evolució sobre la percepció dels diferents casos en la societat espanyola. A més, es mostra com el moviment feminista es va organitzar per a fer costat a la víctima usant les consignes “Germana, jo sí que et crec”, “No és abús, és violació” i “No estàs sola”, i facilitant que aquest cas es convertís en el catalitzador del primer moviment #MeToo espanyol utilitzant en xarxes socials el hashtag #Cuéntalo. Aquestes manifestacions en diversos llocs d'Espanya i de diversos països de Amèrica Llatina, van culminar en unes mobilitzacions feministes massives el 2018 i en un canvi de legislació que posava el focus en el consentiment sexual passant de la idea de “No és no” a “Només sí que és sí”, articulada en la Llei Orgànica de Garantia Integral de la Llibertat Sexual de 2022 impulsada pel Ministeri d'Igualtat.

## Estrena
Prèviament a la seva estrena en Netflix l'1 de març de 2024, es van organitzar diverses passades en sales de cinema en diferents ciutats d'Espanya. Alguns d'aquestes projeccions van comptar amb la participació dels seus directors Almudena Carracedo i Robert Bahar, com en la Acadèmia de les Arts i les Ciències Cinematogràfiques d'Espanya (AACCE), on també van assistir diferents representants del Govern d'Espanya.